# Eitze
Eitze ist ein südöstlich gelegener Stadtteil der Stadt Verden (Aller) in Niedersachsen und liegt knapp 40 km südöstlich von Bremen. Eitze hat etwa 1500 Einwohner.

## Geographie
Südöstlich der Verdener Innenstadt liegt flussaufwärts Eitze unmittelbar nördlich an der Aller. Hier mündet auch der Gohbach, welcher Eitze aus nordöstlicher Richtung durchfließt. Im Norden von Eitze liegt der Verdener Stadtteil Borstel (Verden), im Nordosten der Flecken Weitzmühlen und im Südosten die Ortschaft Luttum. Im Süden und Westen liegt die Aller, welche mit Kfz erst in der Verdener Innenstadt in westliche Richtung gequert werden kann. Für den Fuß- und Radverkehr gibt es südöstlich der Innenstadt die Möglichkeit, die Brücke der Bahnstrecke Wunstorf–Bremen in Richtung Süd zu nutzen.

## Geschichte

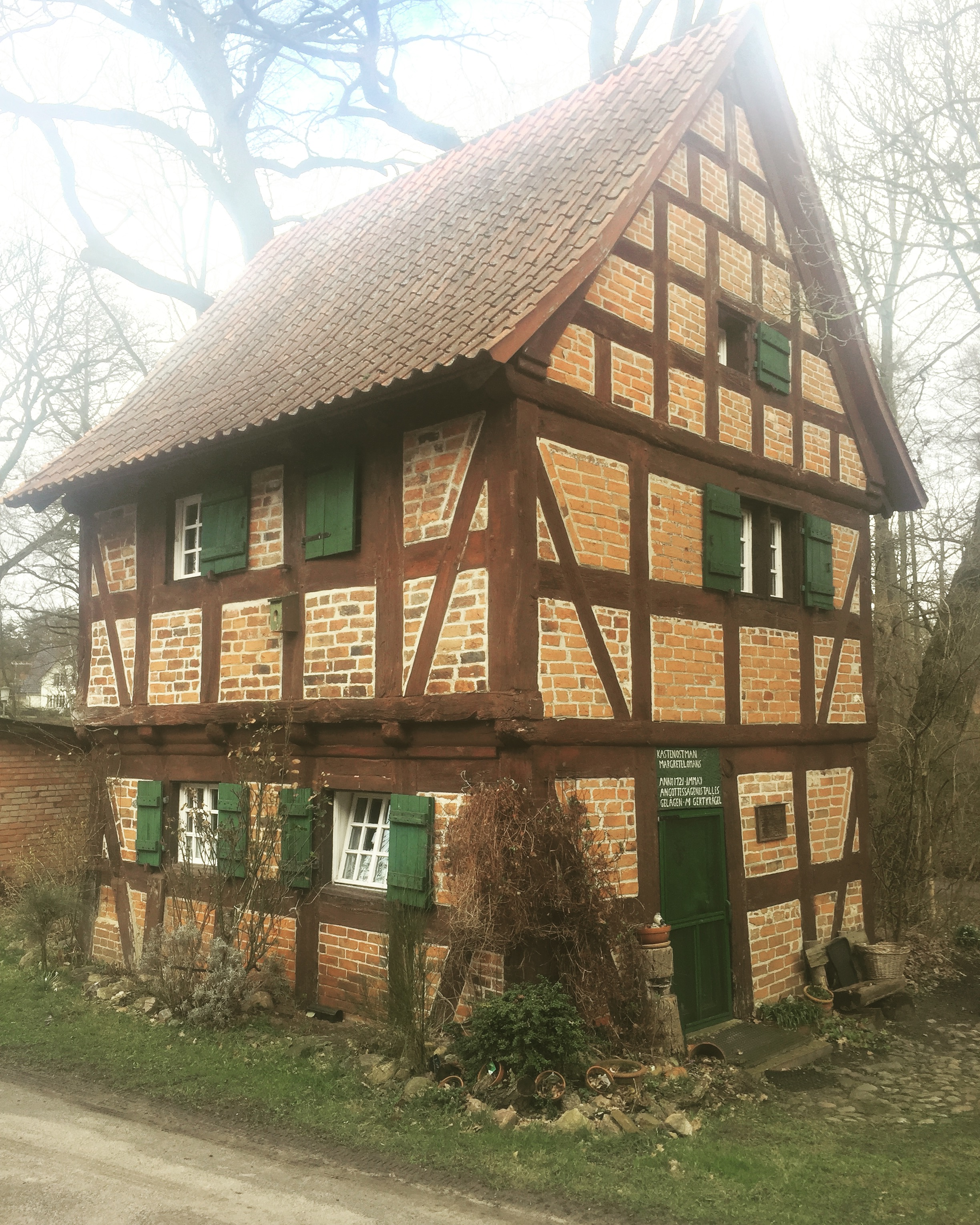
Fachwerkspeicher von 1721

Eitze wurde erstmals 860 zusammen mit einer Reihe anderer Orte der Region zwischen Ems und Elbe in einer Aufzeichnung des Erzbischofs Ansgar über Wunderheilungen am Grab Willehads genannt. Deshalb feierte Eitze am 14./15. August 2010 ein vom Heimatverein bei der ältesten Mühle im Kreis Verden (am Gohbach) organisiertes 1150-Jahre-Jubiläumswochenende. Von der alten Geschichte legen auch einige alte Gebäude Zeugnis ab. So wird die heute noch bestehende Eitzer Mühle bereits 1220 urkundlich erwähnt. Auch ein 1721 erbauter Speicher ist noch vorhanden. In der Straße „Am Gohbach“ gab es die Eitzer Kaffeemittel Fabrik.
Am 1. Juli 1972 wurde die bis dahin selbständige Gemeinde Eitze in die Stadt Verden eingegliedert.

## Politik

### Ortsrat
Der Ortsrat, der den Ortsteil Eitze vertritt, setzt sich aus elf Mitgliedern zusammen. Die Ratsmitglieder werden durch eine Kommunalwahl für jeweils fünf Jahre gewählt.

Bei der Kommunalwahl 2021 ergab sich folgende Sitzverteilung:
| Ortsrat 2021Insgesamt 11 Sitze - SPD: 3 - Grüne: 2 - FDP: 1 - CDU: 5 |

### Ortsbürgermeisterin
Ortsbürgermeisterin ist Frau Anja König (CDU).

## Kultur und Sehenswürdigkeiten

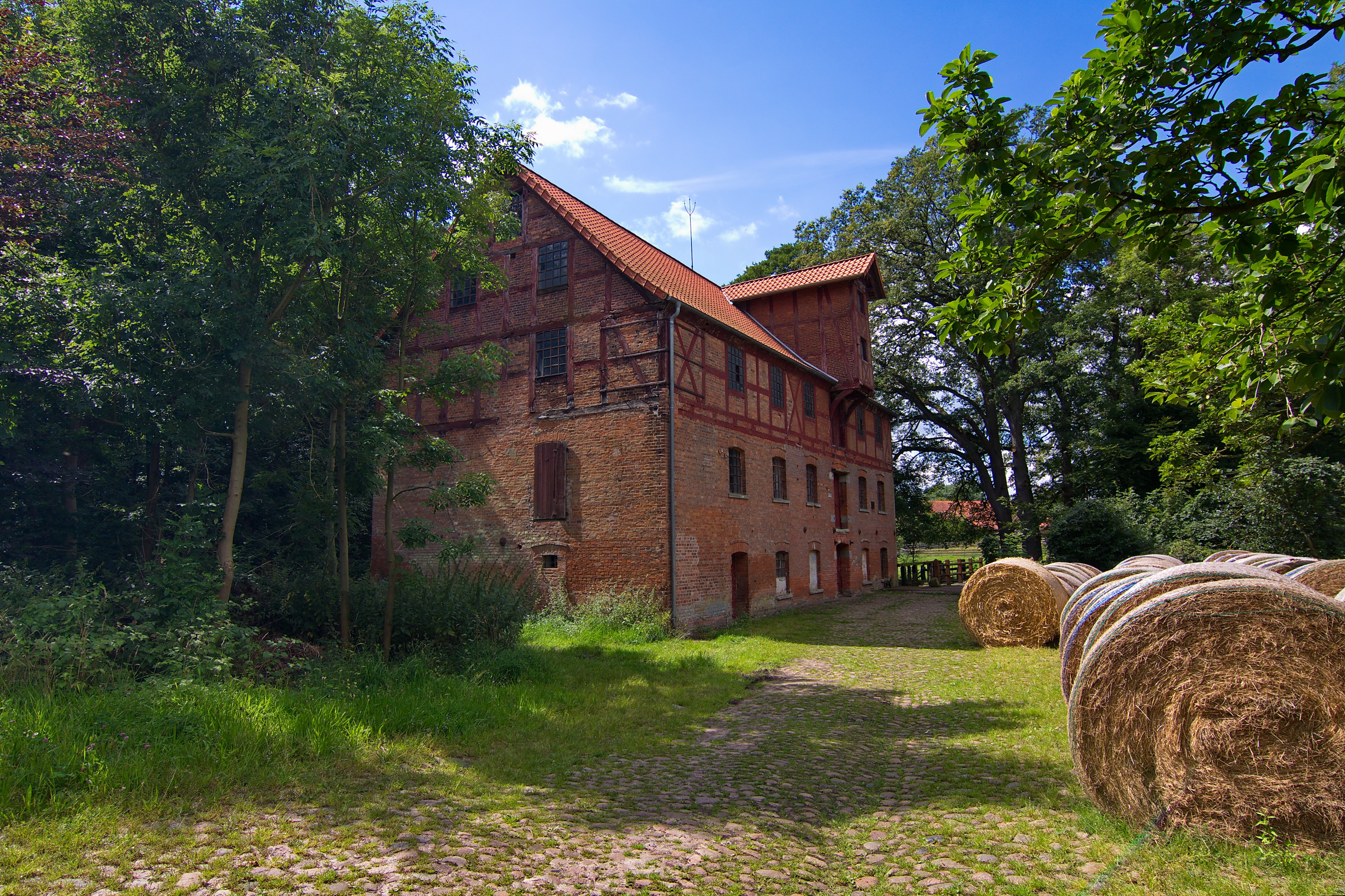
Alte Wassermühle

- Die Eitzer Wassermühle fand 1220 erste urkundliche Erwähnung. Ein Meierbrief von 1555 weist auf die Familie (Wittboldt-)Müller hin, die das Müllerhandwerk hier über 400 Jahre ausübte. Der Gewerbebetrieb Eitzer Mühle bestand bis zum 30. Juni 1968. Ein 1721 errichteter Fachwerkspeicher auf der Hofstelle 6 „Carstens“ wurde Anfang der 1990er Jahre denkmalgerecht saniert.

## Wirtschaft

### Unternehmen
Im Bereich des Stadtteils Eitze befindet sich mit der Tiernahrungsmittelfabrik Mars (ehemals Masterfood, ehemals effem) einer der wichtigsten Arbeitgeber der Stadt Verden.

### Verkehr
Durch Eitze führt die Landesstraße 160, welche von Verden zusammen mit einem Stück der Bundesstraße 209 in südöstlicher Richtung nach Walsrode führt.
Daneben wird die Gemarkung von der Bahnstrecke Verden (Aller)–Walsrode Nord durchquert, auf der regelmäßiger Museumseisenbahnverkehr stattfindet. Hier bestanden die Stationen Eitze Dorf und Eitze Bahnhof.
Die Ortsfeuerwehr ist mit Grundausstattung ausgerüstet.